# Балон (річка)
Річка Балон (англ. Balonne River), частина системи басейну Мюррей-Дарлінг, групи внутрішніх річок Південно-Західного Квінсленду, Австралія. 

## Особливості
Річка є продовженням р. Кондамін. Після Сурату річка тече на південь із південного заходу вниз через греблю EJ Beardmore (озеро Каджарабі).  Проїжджаючи через Сент-Джордж, вона продовжується в тому ж південно-західному напрямку, приблизно до 20 км на північ від Дірранбанді, де він розгалужується. Західна гілка називається річкою Кулгоа. Східна гілка продовжує як річка Балон через Дірранбанді. Незабаром після Дірранбанді річка Балон знову ділиться на річку Бохара на західній стороні та річку Нарран на східній стороні.  Річка Нарран впадає в болота Наррана. Річка Бохара з'єднується з річкою Барвон на захід від Бреварріна. Злиття річки Кульгоа (західна гілка річки Балон) та річки Барвон утворює початок річки Дарлінг.

## Історія
Майор Томас Мітчелл перейшов річку Балон у День святого Георгія, 23 квітня 1846 року. Мітчелл назвав річку слова з мови аборигенів для води або потоку, балун.

## Галерея

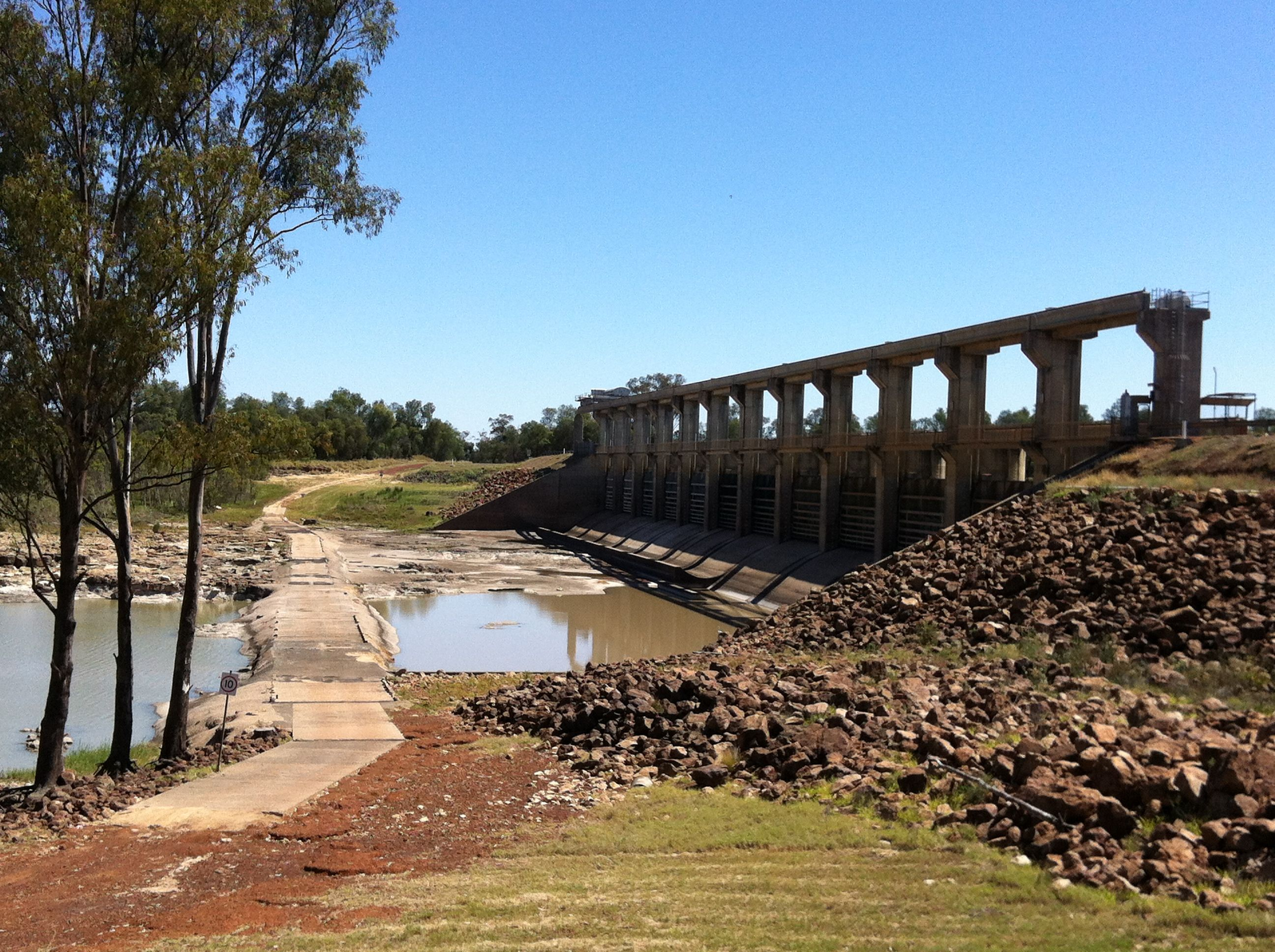
E.J. Beardmore дамба
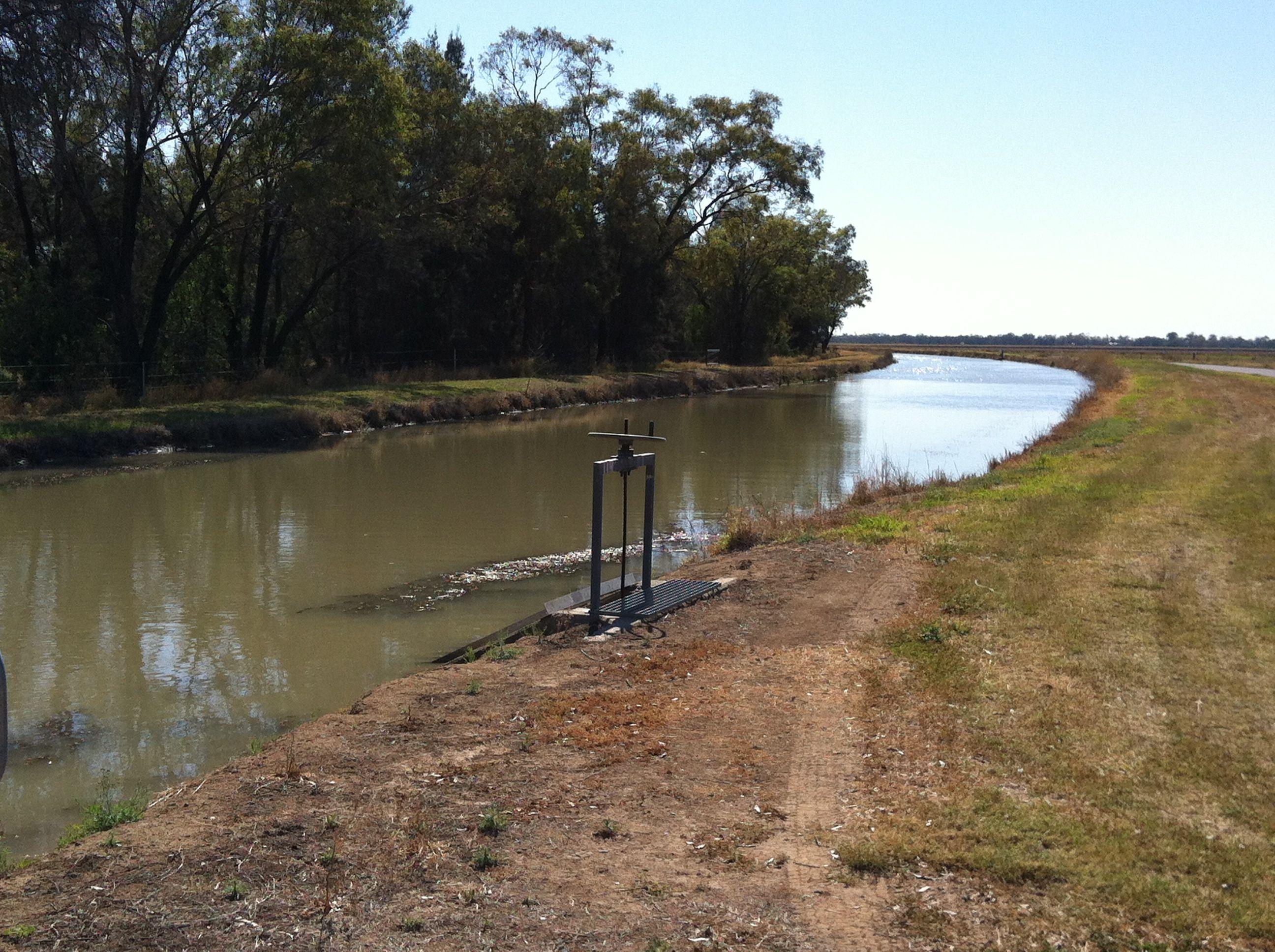
Зрошувальний канал для бавовни
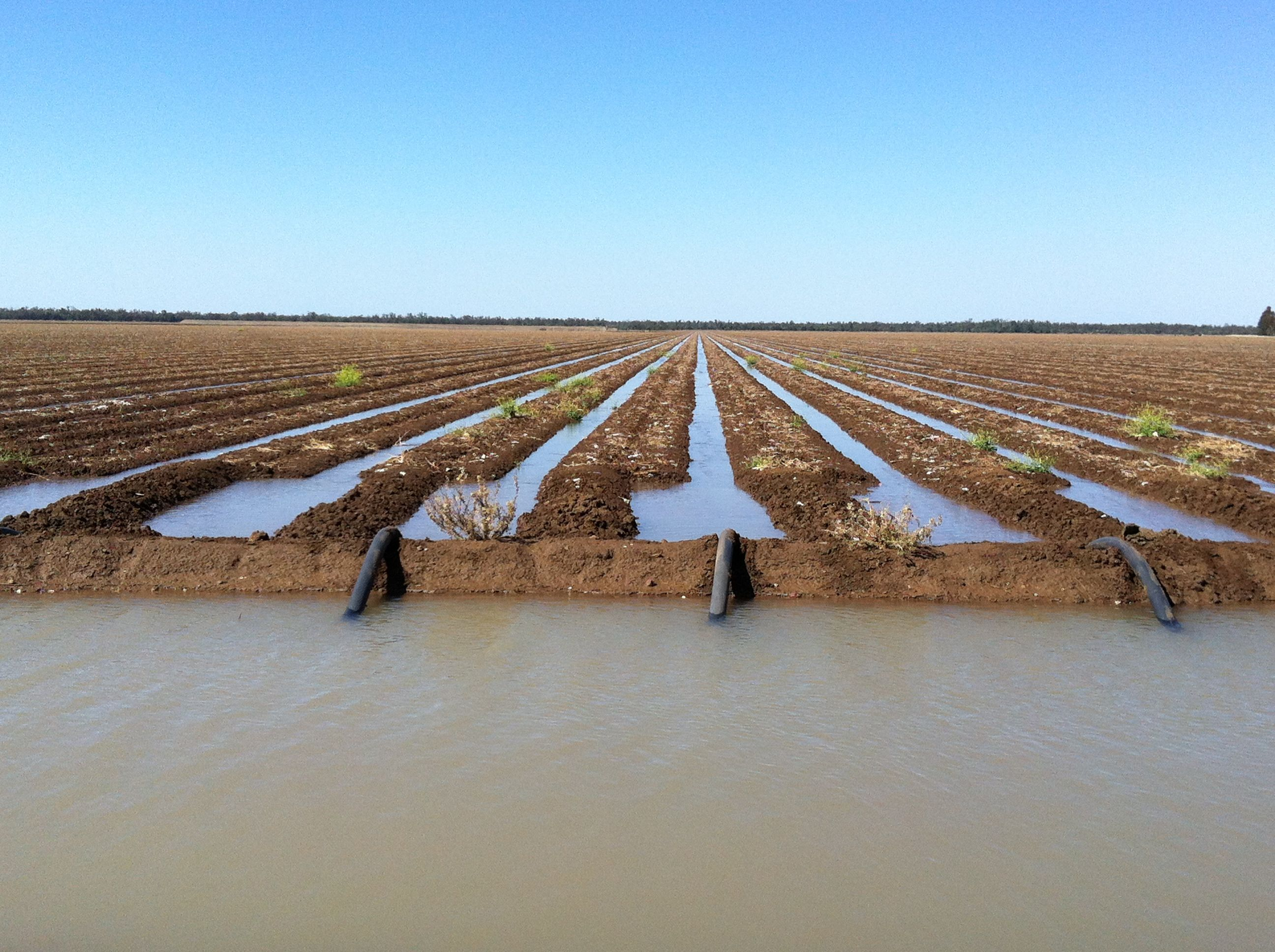
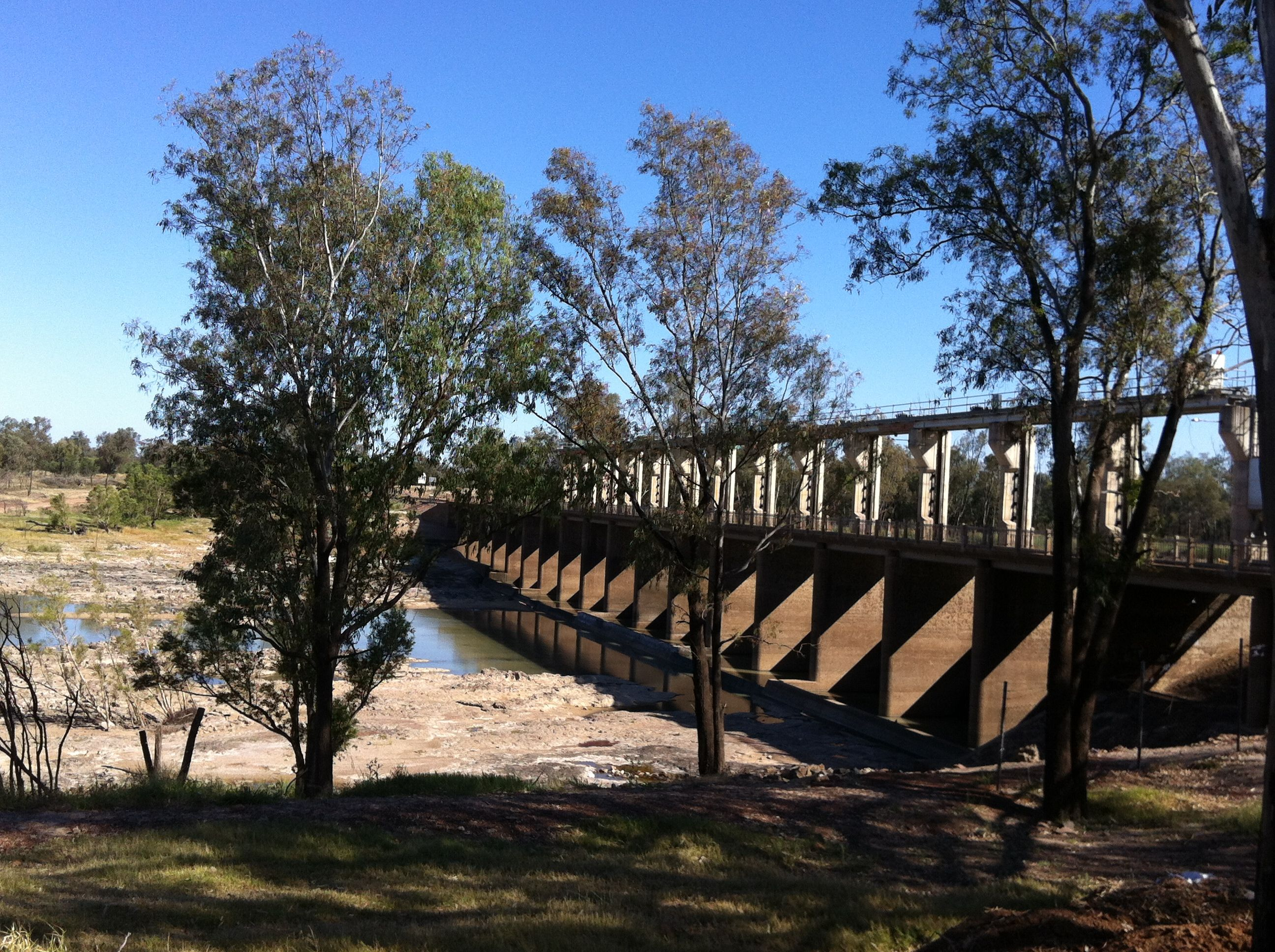